# ファースト・フィナーレ
『ファースト・フィナーレ』（Fulfillingness' First Finale）は、1974年に発表されたスティーヴィー・ワンダーのアルバム。17枚目のオリジナル・アルバム。グラミー賞の最優秀アルバム賞と、ベスト・ポップ・ボーカル（男性）部門を受賞。シングルカットされた「悪夢」は全米1位を記録した。

## 収録曲
特記なき楽曲はスティーヴィー・ワンダー作。
Side 1
1. やさしく笑って - Smile Please (3:26)
2. 1000億光年の彼方 - Heaven Is 10 Zillion Light Years Away (5:00)
3. トゥー・シャイ - Too Shy to Say (3:26)
4. レゲ・ウーマン - Boogie on Reggae Woman (4:55)
5. クリーピン - Creepin (4:21)

Side 2
1. 悪夢 - You Haven't Done Nothin' (3:21)
2. 愛あるうちにさよならを  - It Ain't No Use (3:59)
3. 聖なる男 - They Won't Go When I Go (Stevie Wonder, Yvonne Wright) (5:57)
4. 美の鳥 - Bird of Beauty (3:46)
5. プリーズ・ドント・ゴー - Please Don't Go (4:07)

## プレイヤー
- ポール・アンカ - バック・ボーカル
- シャーリー・ブルーアー - バック・ボーカル
- ジム・ギルストラップ - バック・ボーカル
- Lani Groves - バック・ボーカル
- Bobbye Hall - コンガ、Bongas
- ジャクソン5 - バック・ボーカル
- ジェームス・ジェマーソン - アコースティック・ベース
- Sneakey Pete" Kleinow - ペダルスチールギター
- Larry "Nastyee" Latimer - バック・ボーカル
- レジー・マクブライド - ベース
- The Persuasions - バック・ボーカル
- ミニー・リパートン - バック・ボーカル
- Rocky - コンガ
- マイケル・センベロ - ギター
- デニース・ウィリアムス - バック・ボーカル
- シリータ・ライト - バック・ボーカル